# Francis Wheatley
Pour les articles homonymes, voir Wheatley.
Francis Wheatley (Londres, 1747 - Londres, 1801) est un peintre de portrait et de paysage britannique.

## Biographie

### Jeunesse et formation
Fils d'un maître-tailleur, Francis Wheatley naît à Wild Court, dans le quartier de Covent Garden, à Londres, en 1747,.
Il montre très tôt un talent pour l'art et son père le place rapidement sous l'apprentissage d'un professeur de dessin, puis Francis étudie à l'école de dessin de William Shipley (en) avant d'intégrer la Royal Academy en 1769,,. Ses progrès sont marqués par l'obtention de plusieurs primes de la toute nouvelle Society of Arts,.
Dans ses jeunes années, il est souvent associé à John Hamilton Mortimer, dont il copie fréquemment les œuvres, et qu'il aide à réaliser des peintures décoratives à Brocket Hall et ailleurs. Il a également été employé pour les décorations de Vauxhall,,.
Dès 1765, dans sa dix-huitième année, il expose un petit portrait à la Incorporated Society of Artists, dont il devient le directeur en 1772. Il réalise à cette époque un grand nombre de portraits, et se contente de satisfaire ces commandes pendant un temps.

### Scandale et exil à Dublin

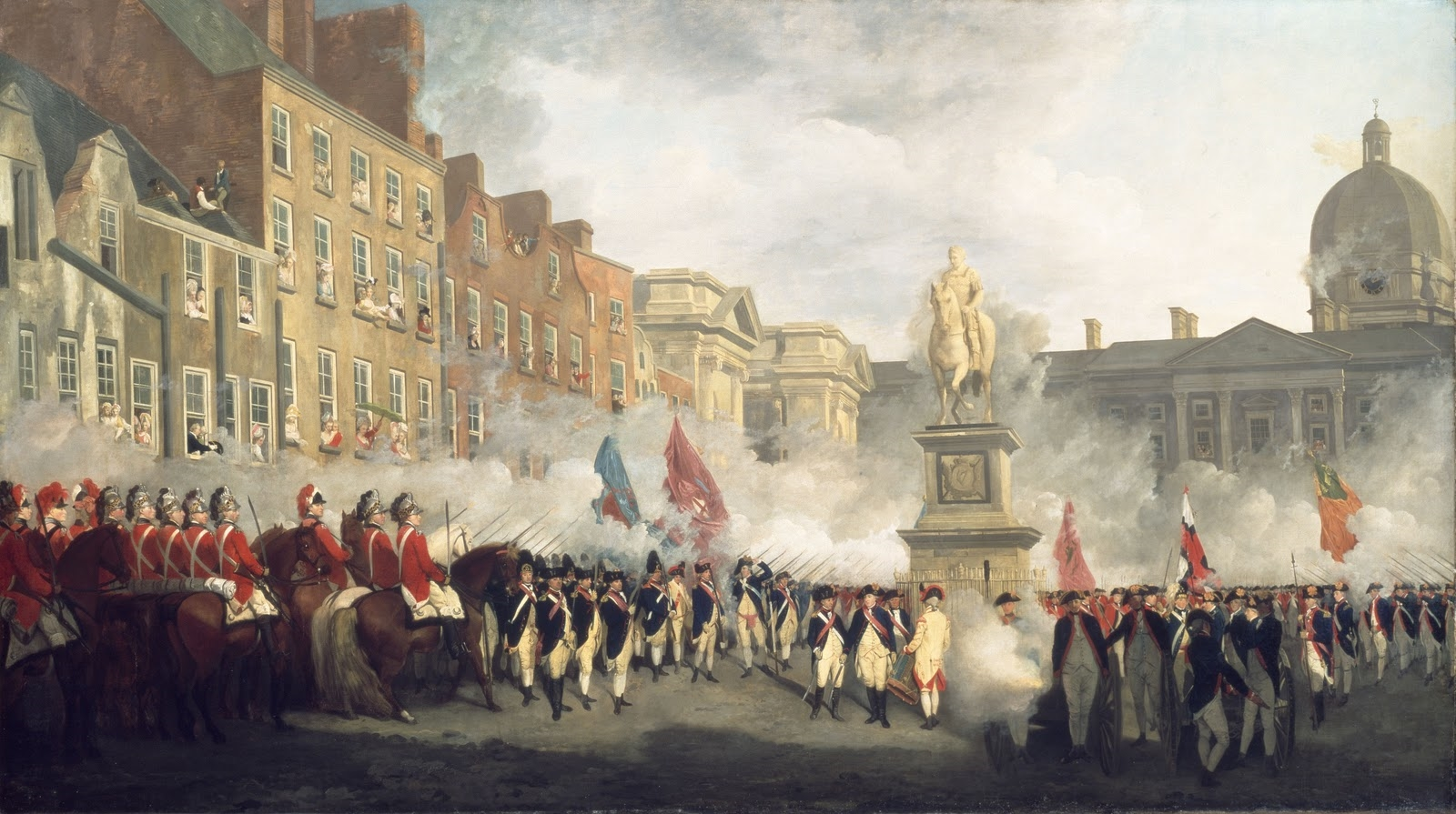
The Dublin Volunteers on College Green (1779, Galerie nationale d'Irlande).

Wheatley est considéré comme « un homme aux habitudes élégantes et à la compagnie agréable », qui s'est fait de nombreuses connaissances dans la société théâtrale et la société à la mode,. Cela le conduit à des habitudes extravagantes et le plonge dans l'endettement. Pour fuir ses créanciers et après avoir eu une affaire avec la femme d'un artiste populaire, John Alexander Gresse, il s'enfuit avec elle à Dublin,,, la faisant passer pour son épouse. Wheatley y réside pendant quelques années et bénéficie de la protection des grandes personnalités de l'époque.
Selon Roberts, Wheatley profite de son séjour en Irlande pour passer « d'un peintre de jolies scènes rurales et de petits portraits à la ligne ambitieuse et difficile des grands groupes »,. Le premier tableau qu'il y peint est The Dublin Volunteers on College Green (« Volontaires de Dublin à College Green », 1779), une représentation de la vie des Volontaires défilant le 4 novembre 1779 pour célébrer l'anniversaire de la naissance de Guillaume III et de son débarquement en Angleterre ; il représente, entre autres, John Fitzgibbon, qui deviendra le comte de Clare, James Napper Tandy et la princesse russe Dachkova, alors en tournée en Europe. Exposé à la Société irlandaise des artistes en 1780, il suscite un grand intérêt et l'année suivante, Wheatley annonce une lotterie pour le vendre, dont on ignore le résultat.

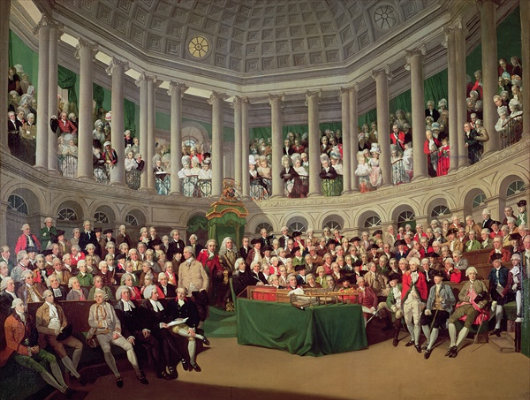
The Interior of the Irish House of Commons (« L'intérieur de la Chambre des Communes irlandaise ») en 1780.

Il peint certains de ses tableaux les plus importants dans la capitale irlandaise, tels que The Interior of the Irish House of Commons (« L'intérieur de la Chambre des Communes irlandaise », qui est un événement historique et qui est pour Wheatley l'occasion d'inclure de nombreux portraits dans un seul tableau) ; Lord Aldborough on Pomposo (« Lord Aldborough à Pomposo ») ; The Collecting of the Irish Volunteers in College-Green, 1779 (« La collecte des volontaires irlandais à College-Green, 1779 », contenant de nombreux portraits), Review of Troops in the Phœnix Park, by General Sir John Irwin, K.B. (« Revue des troupes dans le parc Phœnix, par le général Sir John Irwin, K.B. », peint en 1781, et exposé à la Société des artistes à Londres en 1783) ; ces deux derniers tableaux se trouvent à la Galerie nationale d'Irlande.
Les tableaux Interior... et Review of troops... sont d'un grand intérêt pour l'Irlande, car elles font partie des rares représentations d'événements historiques réalisées dans le pays par un artiste qui en était le témoin. Ils sont également importants pour les historiens de l'art, car elles marquent un nouveau départ dans le style de Wheatley. Cependant, sa critique et biographe, Mary Webster, note que si ces peintures sont lucides, attrayantes et précises dans le portrait, elles « ne parviennent pas à organiser d'innombrables petits éléments en une action singulière et convaincante » ; on ne ressent pas assez d'« excitation ». Elle estime que « quel que soit le drame de la situation, il est perdu dans une représentation littérale de la scène »,. Cependant, Crookshank et Glin considèrent que les peintures de Wheatley ont « mieux rendu la scène irlandaise de la fin du XVIIIe siècle que la plupart des autres, grâce à leur fluidité, leur clarté et leur gaieté ».
Les petits portraits de Wheatley, en particulier ceux des officiers militaires, sont « d'une couleur vive et agréable » et les gravures de ses scènes rustiques autour de Kildare, Dublin et Wicklow sont « extrêmement populaires ».

### Retour à Londres

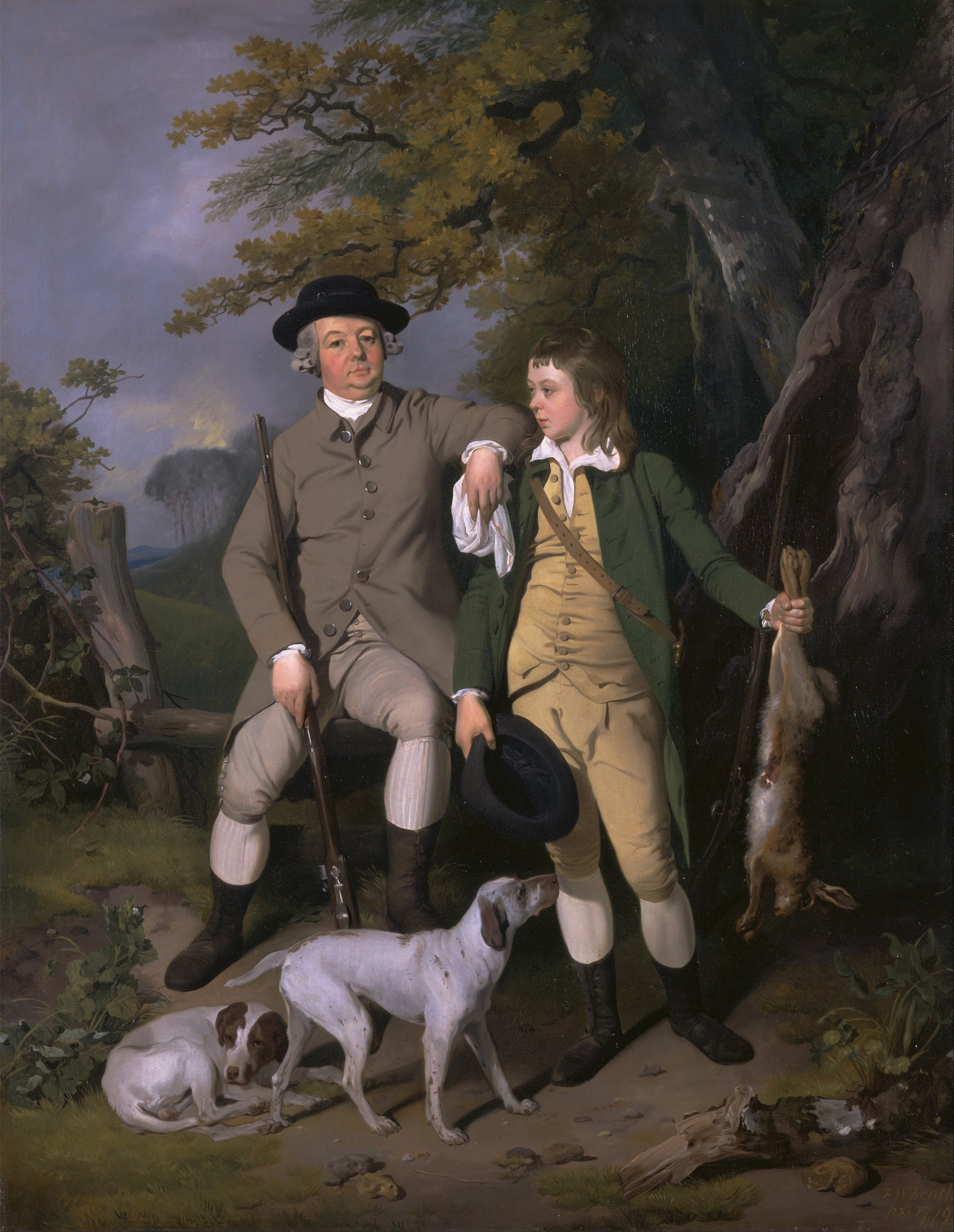
Portrait of a Sportsman with His Son (1779, Centre d'art britannique de Yale).

Après la découverte de l'irrégularité de sa vie domestique, Wheatley est contraint de quitter Dublin pour retourner à Londres à la fin 1783, où il reprend sa place de peintre de petits portraits populaires, de paysages et de scènes de la vie quotidienne ou paysanne,. Il se met délibérément à imiter le peintre français Jean-Baptiste Greuze. Selon Lionel Henry Cust, ses œuvres ne montrent aucune force, bien qu'elles soient soignées et joliment finies, avec beaucoup de goût et de sentiment dans le dessin. Elles se prêtent cependant remarquablement bien au style élégant et sirupeux de la gravure au pointillé alors en vogue, et nombre de ses œuvres, ainsi transposées — en particulier les estampes en couleur —, sont très appréciées jusqu'à la fin du XIXe siècle. C'est notamment le cas de The Cries of London (« Les Cris de Londres », gravées par Anthony Cardon et Giovanni Vendramini), un ensemble de quatorze tableaux de scènes de rue londoniennes qui ont été critiqués à leur époque pour leur sentimentalité, mais dont les gravures ont connu une vogue à la fin du XIXe siècle et au début du XXe siècle, après quoi elles ont été adaptées en porcelaine, aux boîtes de biscuits et aux cartes de Noël.
Wheatley a exposé pour la première fois à la Royal Academy en 1771, ou en 1778, et après son retour d'Irlande, il y a exposé régulièrement de 1784 à sa mort. Il y a été élu membre associé en 1790 puis académicien l'année suivante,.
John Boydell l'emploie pour peindre douze tableaux pour son ambitieux projet, la Boydell Shakespeare Gallery ; il est aussi employé par Thomas Macklin pour son projet de galerie de poètes — cent peintures illustrant des célèbres poèmes anglais que Macklin publie mensuellement sous forme de gravures entre 1790 et 1795 — et pour The History of England (« L'Histoire de l'Angleterre ») de David Hume, éditée par Robert Bowyer entre 1754 et 1761,,.

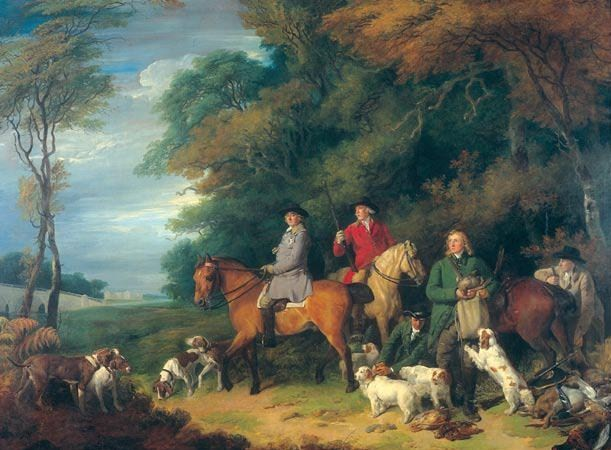
The Second Duke of Newcastle and a Shooting Party (1788, Sheffield Gallery).

L'un de ses meilleurs tableaux, The Gordon Riots in 1780 (« Les révoltes de Gordon en 1780 »), a été finement gravé par James Heath pour Boydell, mais a été accidentellement détruit par un incendie dans sa maison,. Ses portraits ont souvent été inclus dans des paysages « avec un effet agréable », et l'un d'entre eux, The Second Duke of Newcastle and a Shooting Party (« Le deuxième duc de Newcastle et un groupe de chasse »), lui a valu une bonne réputation, Samuel Redgrave le prenant même comme « exemple de sa grande habileté ». Selon Michael Bryan, dans ses meilleures œuvres, Wheatley est un excellent peintre, se rapprochant de Morland dans sa liberté de geste et dans sa sensibilité à la beauté. Redgrave estime que le grand nombre d'œuvres reproduites en gravure atteste de leur popularité.
Wheatley peint principalement à l'huile mais réalise aussi des aquarelles ; il dessine à la plume et utilise de l'encre de Chine pour les effets d'ombre ; enfin, on connaît aussi de lui une gravure à l'eau-forte et une autre en manière noire,.
Wheatley épouse la peintre florale Clara Maria Leigh (en), avec laquelle il a plusieurs enfants. Madame Wheatley est réputée être une belle femme,, dont le portrait est introduit par son mari dans certaines de ses scènes de la vie rustique ou quotidienne.

### Fin de vie
Ses dernières années sont rendues misérables par sa mauvaise santé — il souffre toute sa vie de la goutte, qui finit par avoir une grande emprise sur lui, — et ses dettes, qu'il comble en vendant sa maison et ses biens en 1793. Trois ans plus tard, il est arrêté à Bath pour défaut de paiement de dettes.
Souffrant d'une mauvaise vue et de mains paralysées, il meurt des suites d'une crise de goutte dans le dénuement à Londres le 28 juin 1801, à l'âge de 54 ans. Il est enterré dans le cimetière de l'église St Marylebone.
La Royal Academy lui versait une pension pour ses quatre enfants et son épouse, bien que celle-ci se soit montrée autosuffisante, grâce à ses propres activités artistiques (elle a notamment exposé à la Royal Academy de 1796 à 1838). Économe, sa fortune a cependant été dissipée par son second mari, l'acteur irlandais Alexander Pope.
Un portrait de Wheatley, dessiné par George Dance le Jeune, est conservé dans la bibliothèque de l'Académie royale.

## Conservation
De nombreuses institutions conservent des œuvres de Francis Wheatley, parmi lesquelles le British Museum, la Tate Gallery, la National Gallery of Art, la National Portrait Gallery, la Royal Academy, le Nationalmuseum de Stockholm, le Philadelphia Museum of Art, le Metropolitan Museum of Art, le Minneapolis Institute of Art, l'Art Institute of Chicago, le J. Paul Getty Museum, le Musée des beaux-arts du Canada, l'Auckland Art Gallery, le Te Papa Tongarewa ou le Musée national de la marine de Sydney.